# Ministerie van Waterstaat
Het Ministerie van Waterstaat was tussen 1906 en 1945 een Nederlands ministerie.
Hoewel reeds bij de formatie van het kabinet-De Meester (geïnstalleerd op 17 augustus 1905) besloten werd tot de instelling van dit ministerie, gebeurde dit, vanwege de afwezigheid van beoogde minister (Jakob Kraus, die op reis was naar Chili), pas daadwerkelijk op 1 juli 1906. Hiervoor (vanaf 1877) maakten de beleidsterreinen van dit ministerie, waterstaat, post en omroep, deel uit van het Ministerie van Waterstaat, Handel en Nijverheid.
In 1945 ging het Ministerie van Waterstaat over in het Ministerie van Verkeer en Energie.

## Ministers van Waterstaat
- kabinet-Gerbrandy III 1945 Franciscus Cornelis Marie Wijffels / Theodoor Philibert Tromp
- kabinet-Gerbrandy II 1941-1945 Johan Willem Albarda
- kabinet-Gerbrandy I 1940-1941 Johan Willem Albarda
- kabinet-De Geer II 1939-1940  Johan Willem Albarda
- kabinet-Colijn V 1939  Otto Cornelis Adriaan van Lidth de Jeude
- kabinet-Colijn IV 1937-1939  Johannes Antonius Marie van Buuren
- kabinet-Colijn III 1935-1937 Otto Cornelis Adriaan van Lidth de Jeude
- kabinet-Colijn II 1933-1935  Jacob Adriaan Kalff / Hendrikus Colijn (a.i.) / Otto Cornelis Adriaan van Lidth de Jeude
- kabinet-Ruijs de Beerenbrouck III 1929-1933	Paul Johan Reymer
- kabinet-De Geer I 1926-1929  Hendrik van der Vegte
- kabinet-Colijn I 1925-1926  Max Charles Emile Bongaerts
- kabinet-Ruijs de Beerenbrouck II 1922-1925 Gerardus Jacobus van Swaaij
- kabinet-Ruijs de Beerenbrouck I 1918-1922 Adrianus Antonie Henri Willem König
- kabinet-Cort van der Linden 1913-1918 Cornelis Lely
- kabinet-Heemskerk 1908-1913  Jean Gustave Stanislas Bevers / Syb Talma / Louis Hubert Willem Regout
- kabinet-De Meester 1906-1908 Jacob Kraus

Algemene Zaken (AZ) · 
Asiel en Migratie (A&M) · 
Binnenlandse Zaken en Koninkrijksrelaties (BZK) · 
Buitenlandse Zaken (BZ) ·
Defensie (Def) · 
Economische Zaken (EZ) · 
Financiën (Fin) · 
Infrastructuur en Waterstaat (I&W) · 
Justitie en Veiligheid (J&V) · 
Klimaat en Groene Groei (KGG) · 
Landbouw, Visserij, Voedselzekerheid en Natuur (LVVN) ·
Onderwijs, Cultuur en Wetenschap (OCW) · 
Sociale Zaken en Werkgelegenheid (SZW) · 
Volksgezondheid, Welzijn en Sport (VWS) · 
Volkshuisvesting en Ruimtelijke Ordening (VRO)

Voormalige ministeries:
Algemene Oorlogvoering van het Koninkrijk (AOK) ·
Arbeid, Handel en Nijverheid ·
 Binnenlandse Zaken en Landbouw ·
Cultuur, Recreatie en Maatschappelijk Werk (CRM) ·
Economische Zaken en Arbeid ·
Economische Zaken, Landbouw en Innovatie (EL&I) · 
Eredienst ·
Handel en Nijverheid ·
Handel, Nijverheid en Landbouw ·
Handel, Nijverheid en Scheepvaart ·
Infrastructuur en Milieu ·
Justitie (Just) ·
Koloniën, later Overzeese Gebiedsdelen ·
Landbouw, Natuurbeheer en Visserij ·
Landbouw, Nijverheid en Handel ·
Landbouw en Visserij ·
Landbouw, Visserij en Voedselvoorziening ·
Maatschappelijk Werk ·
Marine ·
Oorlog ·
Onderwijs en Wetenschappen ·
 Onderwijs, Kunsten en Wetenschappen ·
Openbare Werken ·
Openbare Werken en Wederopbouw ·
Sociale Zaken en Volksgezondheid ·
Verkeer ·
Verkeer en Energie ·
Verkeer en Waterstaat (V&W) · 
Volksgezondheid en Milieuhygiëne ·
Volkshuisvesting en Bouwnijverheid ·
Volkshuisvesting, Ruimtelijke Ordening en Milieubeheer (VROM) ·
Waterstaat ·
Waterstaat, Handel en Nijverheid ·
Wederopbouw en Volkshuisvesting ·
Welzijn, Volksgezondheid en Cultuur (WVC)